# 緒方憲吾
緒方 憲吾（おがた けんご、1947年2月16日 - ）は、日本のフリーアナウンサー。元・毎日放送アナウンサー。　

## 来歴・人物
熊本県熊本市出身。同志社大学卒業後の1969年に、アナウンサーとして毎日放送に入社。同期入社のアナウンサーに、蜂谷薫がいた。
毎日放送への入社後は、スポーツアナウンサーとして活動するかたわら、『MBSヤングタウン』（MBSラジオ）や『ヤングおー!おー!』『あどりぶランド』『真珠の小箱』（MBSテレビ）などの番組に出演。1992年5月にラジオ局編成部へ異動した後は、資料室担当部長兼広報部部長を経て、2007年2月に定年で退職した。
日本拳法6段で、2008年からは吹田市日本拳法連盟目俵道場代表・日本拳法会開発部長・全国連盟兵庫県代表理事・兵庫県体育協会競技力向上委員をそれぞれ歴任。また、有限会社ビー・グラッド所属のフリーアナウンサーとしても活動している。兵庫県芦屋市在住。

## 過去の出演番組
- スポーツ中継（実況・リポーター）

### テレビ
- ヤングおー!おー!（総合司会、1975年4月 - 1979年3月）
- あどりぶランド
- スタジオ2時
- 真珠の小箱（リポーター）
- MBSニュース（随時）

### ラジオ
- MBSヤングタウン（月・火曜パーソナリティ、1970年4月 - 1971年3月）[1]
- 三菱ダイヤモンドハイウェイ（MBS自社制作の独立番組時代にパーソナリティを担当）
- 憲吾10分勝負→憲吾30分勝負（1980年代前半のナイターオフ番組）[1]
- 毎日ニュース（随時）

## 関連人物
- 斎藤努
- 蜂谷薫
- 近藤光史
- 青木和雄
- 池口和雄
- 緒方憲太郎
- 山崎香佳
- 浦川泰幸
- 大友寿郎